# Irissa

Irissa, en el Valle de Arán

Irissa o Lairissa es un terçon tradicional del Valle de Arán (España), utilizado como circunscripción territorial para las elecciones al Consejo General de Arán. Se corresponde con los municipios de Arrés, Las Bordas y Vilamós.
Se formó en el siglo XVI como sestercio dividido del antiguo terçon de Bosost. Desde la restauración de la estructura administrativa tradicional del Valle de Arán de 1990, elige uno de los trece consejeros del Consejo General de Arán.